# Neogoniolithon accretum
Neogoniolithon accretum (Foslie & M.A. Howe) Setchell & L.R. Mason, 1943  é o nome botânico  de uma espécie de algas vermelhas pluricelulares do gênero Neogoniolithon, família Corallinaceae, subfamília Mastophoroideae.
- São algas marinhas encontradas no Japão, Quênia, Ilhas Canárias e ilhas do Caribe (Porto Rico, Virgens Cuba e Bahamas).

## Sinonímia
- Goniolithon accretum  Foslie & Howe 1906